# Dipoena fornicata
Dipoena fornicata är en spindelart som beskrevs av Tamerlan Thorell 1895. Dipoena fornicata ingår i släktet Dipoena och familjen klotspindlar.
Artens utbredningsområde är Myanmar. Inga underarter finns listade i Catalogue of Life.